# Sistema olfactori

1: Bulb olfactori; 2: Cèl·lules mitrals; 3: Os; 4: Epiteli nasal; 5: Glomèrul; 6: Cèl·lules receptores de l'olfacte

El sistema olfactori (o sistema olfactiu, com a sinònim complementari) és el sistema sensorial que converteix les estructures químiques en olor.
L'olfacte és un sentit vital per a moltes espècies; és, per exemple, útil o necessari per a activitats de cerca d'aliments (caça, recerca de plantes, etc., per evitar depredadors, localització del lloc de nidificació, posta d'ous, reproducció, etc. naixement, etc., per al reconeixement i marcatge del territori, per a la comunicació entre individus per missatges olfactius, per a la recerca de parelles sexuals i per a la pol·linització de flors.
Els mamífers perceben una gran quantitat de substàncies químiques volàtils i transmeten la informació captada pel nas al cervell. Els éssers humans els utilitzen menys que molts altres mamífers per als quals és predominant, no obstant això, l'olor personal encara sembla tenir un o diversos papers en humans en termes de comunicació no verbal, en diferents etapes de la vida, amb matisos especialment segons el gènere (masculí /femení), segons l'edat o segons contextos socioculturals.
L'inici del procés olfactori és la detecció dels odorants, que són les molècules químiques responsables de l'olor, pels receptors d'odorants que es troben en les neurones olfactòries del nas.
El segon pas és la transmissió a través del bulb olfactori (on es fa la transducció dels olors) del cervell i després pel còrtex olfactori fins a arribar a zones del cervell importants en la discriminació d'olors (codificació) així com a altres àrees anomenades límbiques que arbitren els efectes emocionals i fisiològics generats per aquestes olors.
En l'epiteli olfactori del nas hi ha milions de neurones sensorials olfactives quan arriben al còrtex cerebral aquest està ja organitzat com si fos un mapa per percebre les olors.

## El sistema olfactori dels animals

### Vertebrats
En els vertebrats, el sistema olfactori consta d’un parell de fosses nasals, en els peixos dos, situades a la superfície cefàlica i envoltades interiorment per cèl·lules epitelials sensorials comunicades amb les terminacions del nervi olfactori. En els peixos l’olfacte és molt desenvolupat. En els crossopterigis i dipnous les fosses nasals apareixen ja comunicades amb la faringe. En els amfibis també és molt desenvolupat i connectat amb la faringe mitjançant les coanes. En els rèptils la mucosa de les fosses nasals apareix ja plegada i amb una eminència interna o carnot que augmenta la superfície sensible. A més, en els rèptils, sobretot en els escatosos, hi ha l'òrgan de Jacobson, format per dues fossetes situades en el sostre de la cavitat bucal, que té una funció olfactòria i gustativa alhora. En els ocells és molt poc desenvolupat i en els mamífers, a més d’augmentar el nombre de carnots i el plegament de la mucosa, les fosses nasals estan completament separades per un os, el vòmer. En la majoria d’ells els orificis nasals externs s’obren a l’exterior a través d’una eminència de les fosses nasals anomenada nas.
La sensibilitat de l'olfacte en alguns animals és molt superior a la humana. El gos per exemple té una superfície de mucosa olfactiva d'uns 100 cm², i el seu epiteli olfactori compta amb uns 200 milions de receptors. En canvi, la superfície olfactiva de l'humà és de només 5 cm² i el nombre de receptors, molt menor. Per això el gos pot apreciar petites diferències en la intensitat d'una olor determinada i és capaç d'establir un gradient per seguir un rastre. A més, pot diferenciar dos senyals olorosos molt similars que un humà seria incapaç de distingir. La porció del cervell del gos que processa els estímuls procedents del nervi olfactori és també més gran que la humana.

### Invertebrats
En els invertebrats no artròpodes apareix ja en les meduses, i bàsicament consta de fossetes amb pestanyes recobertes per cèl·lules epitelials que comuniquen amb fibres nervioses. Aquestes fossetes són localitzades per tot el cos, o bé radiquen en tentacles o apèndixs de situació generalment cefàlica. En els artròpodes, l’olfacte radica a les antenes en els insectes, a les antenes i antènules en els crustacis, i als pèls sensorials en els aràcnids.
El sentit de l'olfacte és possiblement el sentit més important dels insectes. En els insectes, l'òrgan principal de l'olfacte és el parell d'antenes; també hi ha peces bucals especialitzades en percebre olors, els palps maxil·lars.

## Estructura

### Perifèric
El sistema olfactiu perifèric està format principalment per les narius, l'os etmoide, la cavitat nasal i l'epiteli olfactori (capes de teixit prim recobert de mucositat que tapissa la cavitat nasal). Els components principals de les capes del teixit epitelial són les membranes mucoses, les glàndules olfactives, les neurones olfactives i el nervi aferent dels nervis olfactoris.
Les molècules d'olor poden entrar a la via perifèrica i arribar a la cavitat nasal a través de les fosses nasals quan s'inhala (olfacte) o a través de la gola quan la llengua empeny l'aire cap a la part posterior de la cavitat nasal mentre mastega o empas (olfacció retronasal). Dins de la cavitat nasal, la mucositat que recobreix les parets de la cavitat dissol les molècules d'olor. El moc també cobreix l'epiteli olfactiu, que conté membranes mucoses que produeixen i emmagatzemen moc, i glàndules olfactives que segreguen enzims metabòlics que es troben al moc.

### Central
El bulb olfactori principal transmet polsos tant a les cèl·lules mitrals com a les cèl·lules amb plomall, que ajuden a determinar la concentració d'olors en funció del moment en què s'encenen determinats cúmuls de neurones (anomenat "codi de sincronització"). Aquestes cèl·lules també observen diferències entre olors molt similars i utilitzen aquestes dades per ajudar en un reconeixement posterior. Les cèl·lules són diferents amb mitral que té baixes freqüències de tret i que les cèl·lules veïnes les inhibeixen fàcilment, mentre que les de plomall tenen altes freqüències de tret i són més difícils d'inhibir. La forma es que es transmeten les entrades d'olor del bulb oltactori a l'escorça olfactiva és pot explicar en part amb un model matemàtic.
L'uncus allotja l'escorça olfactiva que inclou l'escorça piriforme, l'amígdala, el tubercle olfactori i el gir parahipocampal.
El tubercle olfactiu es connecta a nombroses àrees de l'amígdala, tàlem, hipotàlem, hipocamp, tronc de l'encèfal, retina, escorça auditiva i sistema olfactiu. En total té 27 entrades i 20 sortides. Una simplificació del seu paper és afirmar que comprova que els senyals olors sorgeixin d'olors reals en lloc de la irritació de les vellositats, regula el comportament motor (principalment social i estereotipat) provocat per les olors, integra informació sensorial auditiva i olfactiva per completar les tasques esmentades anteriorment, i té un paper en la transmissió de senyals positius per recompensar els sensors (i, per tant, està implicat en l'addicció).
L'amígdala (en l'olfacte) processa senyals de feromona, al·lomona i kairomona (mateixa espècie, espècies creuades i espècies creuades on l'emissor es perjudica i el sensor es beneficia, respectivament). A causa de l'evolució del telencèfal, aquest processament és secundari i, per tant, passa desapercebut en les interaccions humanes. Les alomones inclouen aromes de flors, herbicides naturals i productes químics naturals per a plantes tòxiques. La informació d'aquests processos prové de l'òrgan vomeronasal indirectament a través del bulb olfactiu. Els polsos del bulb olfactiu principal de l'amígdala s'utilitzen per emparellar olors amb noms i reconèixer les diferències entre elles.